# 丁夫人 (曹操)
丁夫人（2世纪—220年前），曹操的元配夫人。丁夫人自己无出，侍女刘夫人有兩子曹昂、曹鑠和一女清河长公主。刘夫人早逝，由丁夫人抚养曹昂。

## 经历
197年，曹昂在曹操征张绣时阵亡。丁夫人大哭无节制，说：“你將我兒子給殺了，你難道不感到悔恨嗎！”曹操生气，将她遣送回家。后来，曹操想接她回来，到了丁家，丁夫人正在织布，家人对她说曹公来了，丁夫人不理，还是织布。曹操进门，抚摸着妻子的后背说：“和我一起坐着车回家吧。”丁夫人还是不理，曹操走到门口，说：“真的不行了吗？”她还是不答应。曹操叹道：“那就真的告別了。”遂与丁夫人离婚，想让丁家再把她嫁出去，丁家不敢。
在丁夫人身为正室时，藉著自己養育曹昂，轻视当时还是侧室的卞夫人及她的孩子，但等丁夫人被废，曹操的继室卞夫人還是常常探问丁夫人。丁夫人说：“我已經是被廢掉的人了，夫人您怎麼還能常常這樣呢！”丁夫人去世时，卞夫人请葬，葬在許昌城南門側。曹操临终时说：“我前後做事，心中從來都沒感到辜負了誰。但是如果死後有灵，曹昂若问‘我母亲何在？’，我要怎么回答呢！”

## 家庭成员

### 丈夫
- 曹操，丁夫人的丈夫，東漢政治家、文学家、军事家。

### 养子
- 曹昂，丁夫人养子，曹操长子，被丁夫人视为亲生子。弱冠即举孝廉。后在宛城之战阵亡。

### 养子生母
- 刘夫人，名分不详。生有曹昂、曹铄和清河长公主，早逝。

### 夫之侧室
- 卞氏（武宣卞皇后）：本为倡家，后为曹操所喜爱，之后又因丁氏的离异、刘氏之亡，就让卞氏做了正室，生有曹丕、曹彰、曹植、曹熊四子。
- 环氏（环夫人）：曹操之妾，生有曹冲、曹据、曹宇三子。
- 杜氏（杜夫人）：曹操之妾，生有曹林、曹衮二子。
- 秦氏（秦夫人）：曹操之妾，生有曹琁、曹峻二子。
- 尹氏（尹夫人）：曹操之妾，生有曹矩一子。
- 王氏（王昭仪）：曹操之妾，曹幹的养母。
- 孙姬：曹操之妾，生有曹子上、曹彪、曹子勤三子。
- 李姬：曹操之妾，生有曹子乘、曹子整、曹子京三子。
- 周姬：曹操之妾，生有曹均一子。
- 刘姬：曹操之妾，生有曹子棘一子。
- 宋姬：曹操之妾，生有曹徽一子。
- 赵姬：曹操之妾，生有曹茂一子。
- 陈妾：曹操之妾，生曹幹一子。

### 亲族
- 夏侯渊：妹夫

## 后世形象

### 影视
- 2014年电视剧《曹操》：李玲玉扮演丁夫人。

### 动漫
- 日本著名动漫《苍天航路》（原作：王欣太，原案：李學仁）中，名字被设定为丁美湖。